# Seris
Els seri són una poble indígena de Mèxic de llengua aïllada (del grup hoka segons altres) i que viuen a l'illa Tiburón (Sonora). El seu nom és un exònim procedent de l'ópata. El seu nom veritable és Comcáac (IPA [koŋˈkɑːk]; singular: cmiique [ˈkw̃ĩːkːɛ]).

## Territori
El territori seri, en l'estat de Sonora, comprèn una àrea aproximada de 211.000 ha MSNM, i està integrat d'una banda continental i per l'illa Tiburón, que es troba al Golf de Califòrnia, enfront de la costa central de l'estat.
Els seris habiten principalment en les poblacions d'El Desemboque (Haxöl Iihom,N 29° 30′ 13″, W 112° 23' 43"), municipi de Pitiquito, i Punta Chueca (Socaaix, N 29° 0′ 54″, W 112° 9' 42"), municipi d'Hermosillo, en la costa de Sonora. Seguint els cicles de pesca, la localització d'alguns individus o els seus familiars poden variar, entre tots els camps pesquers distribuïts al llarg de 100 km.

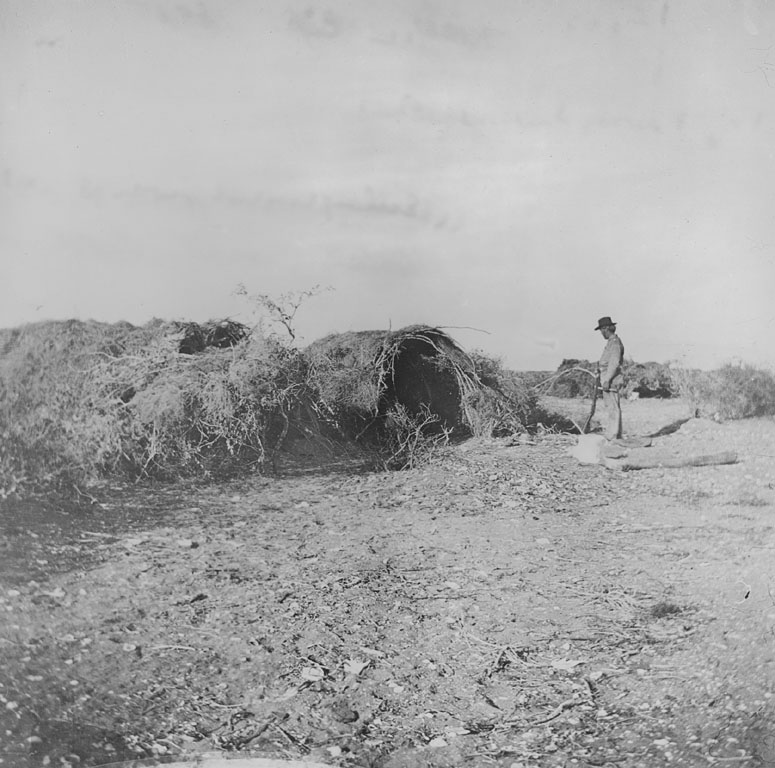
Vila seri abandonada, 1895

## Divisió
Estan dividits en sis bandes:
- Xiica hai iic coii ("els qui estan de cara al vent"), viuen a la zona nord de les altres bandes.
- Xiica xnaai iicp coii ("els qui estan al sud"), who viuen a la costa des de Bahía Kino a Guaymas.
- Tahéjöc comcáac ("gent de l'illa Tiburón"), que viuen a la costa de l'illa Tiburón, i a la costa de Mèxic davant ella, al nord dels xiica xnaai iicp coii.
- Heeno comcáac ("gent del desert"), que viuen al vall dentral de l'illa Tiburón.
- Xnaamótat ("aquells qui vingueren del sud"), que viuen a una petita franja entre els xiica hai iic coii i els Tahéjöc comcáac.
- Xiica Hast ano coii ("aquells que viuen a l'illa San Esteban"), viuen a l'illa San Esteban i a la costa meridional de l'illa Tiburón.

Les relacions entre les bandes no sempre eren cordials, i també tenien subdivisions inernes.

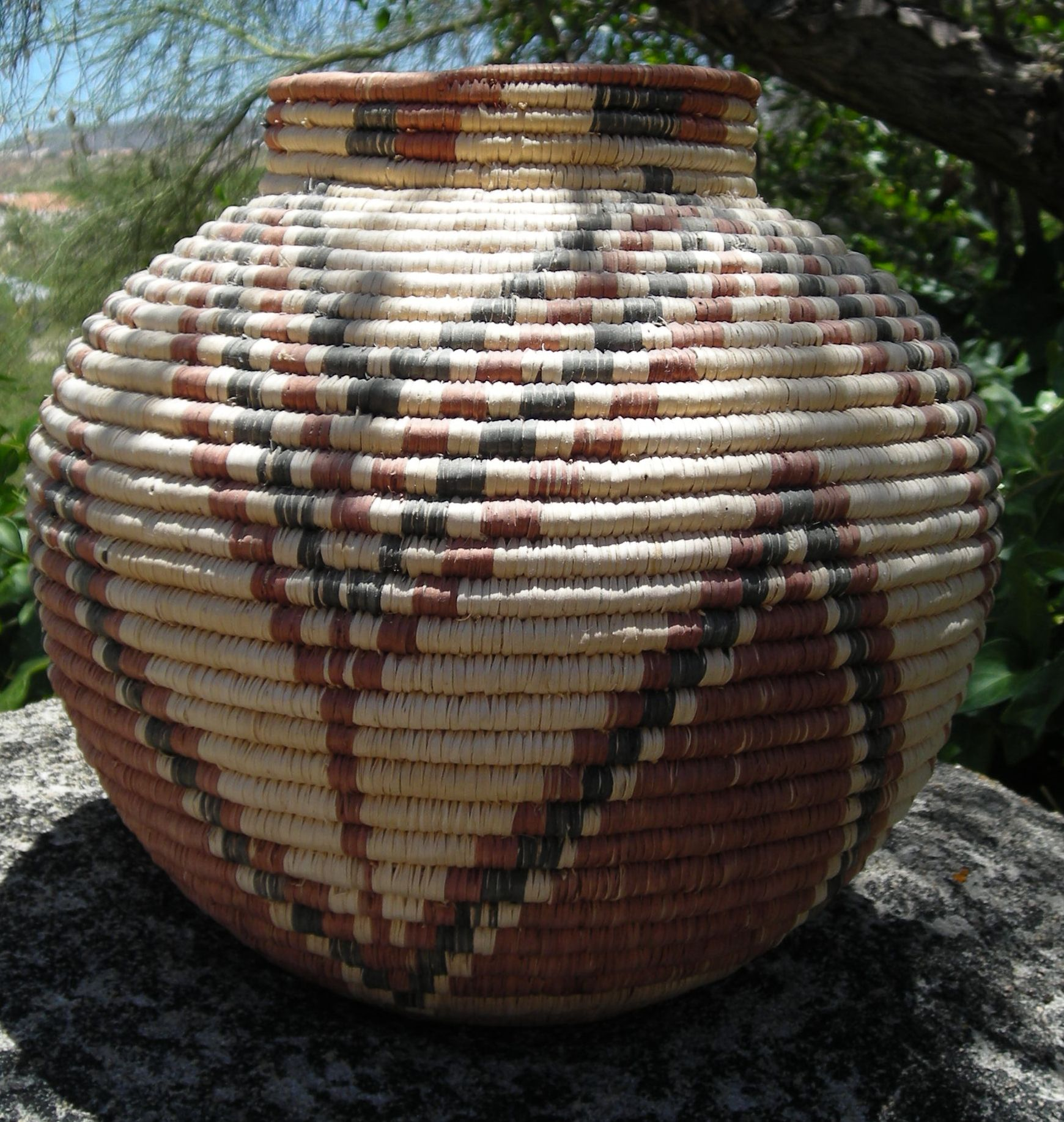
Cistella seri

El 1980 eren 400 individus i encara viuen en estat primitiu.

## Història
Van derrotar Vázquez de Coronado a Sonora i Sinaloa. No acceptaren els missioners. Tot i així foren assentats un temps en la Missió de Pópulo, que més tard abandonaren. S'uniren als pima i apatxe per atacar les missions i als pàpago. El 1750 foren deportats al sud de Mèxic i Guatemala, però s'escaparen i tornaren a l'illa del Tiburón. El 1789 es revoltaren novament, però foren vençuts per Domingo Elizondo. També patiren epidèmies de verola i xarampió que els reduïren molt.